# Adenostemma
Adenostemma là một chi thực vật có hoa trong họ Cúc (Asteraceae).
Chi này phổ biến trong khu vực nhiệt đới châu Á, châu Phi, Australia, châu Mỹ và nhiều đảo ngoài đại dương.

## Loài
Chi Adenostemma gồm các loài:
1. Adenostemma angustifolium
2. Adenostemma berterii
3. Adenostemma brasilianum
4. Adenostemma caffrum
5. Adenostemma cuatrecasasii
6. Adenostemma flintii
7. Adenostemma fosbergii
8. Adenostemma goyazense
9. Adenostemma harlingii
10. Adenostemma hirsutum
11. Adenostemma hirtiflorum
12. Adenostemma involucratum
13. Adenostemma lanceolatum
14. Adenostemma lavenia: Cỏ mịch, cúc dính, cúc trắng dại, chàm lá lớn, tuyến hùng
15. Adenostemma madurense
16. Adenostemma mauritianum
17. Adenostemma platyphyllum
18. Adenostemma renschiae
19. Adenostemma renschii
20. Adenostemma schimperi
21. Adenostemma suffruticosum
22. Adenostemma tinctorium
23. Adenostemma vargasii
24. Adenostemma verbesina
25. Adenostemma viscosum (đồng nghĩa: A. macrophyllum): Tuyến hùng lá to
26. Adenostemma vitiense
27. Adenostemma zakii